# 日本レコード商業組合
日本レコード商業組合（にほんレコードしょうぎょうくみあい）は、レコード・CDの小売店により構成される商工組合。略称は日レ商（にちレしょう）で、1947年に設立された全国レコード商組合連合会（全レ連）が前身。理事長は門倉昭一・オデオン堂代表取締役社長。
会員数は1992年（平成4年）の約3200店をピークに、音楽業界自体の規模縮小等により年々減少しており、2010年現在は約700店舗である。